# آرون سیمپسون (بازیکن فوتبال، زاده ۱۹۹۷)
آرون سیمپسون (انگلیسی: Aaron Simpson؛ زادهٔ ۷ مارس ۱۹۹۷) بازیکن فوتبال اهل بریتانیا است.
از باشگاه‌هایی که در آن بازی کرده‌است می‌توان به باشگاه فوتبال تلفورد یونایتد اشاره کرد.
وی همچنین در تیم ملی فوتبال England U18 Schoolboys بازی کرده‌است.